# Cantó de Plogastel-Saint-Germain
El cantó de Plogastel-Saint-Germain (bretó Kanton Plogastell-Sant-Jermen) és una divisió administrativa francesa situat al departament de Finisterre a la regió de Bretanya.

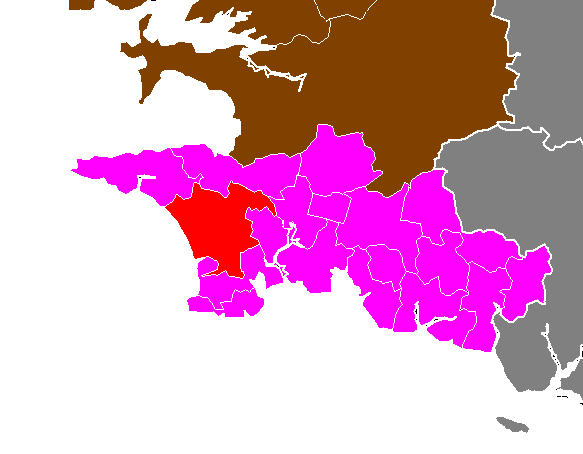
Situació del cantó

## Evolució de la població
| 1962   | 1968    | 1975  | 1982   | 1990   | 1999   |
| ------ | ------- | ----- | ------ | ------ | ------ |
| 17.718 | 16..864 | 16749 | 16.976 | 16.738 | 16.540 |

## Composició
El cantó aplega 11 comunes :
| Nom francès             | Nom bretó              | Població | km²    | Codi Postal | Codi INSEE |
| Gourlizon               | Gourlizon              | 835      | 9.91   | 29710       | 29065      |
| Guiler-sur-Goyen        | Gwiler-Kerne           | 413      | 11.25  | 29710       | 29070      |
| Landudec                | Landudeg               | 1.154    | 20.56  | 29710       | 29108      |
| Peumérit                | Purid                  | 663      | 19.59  | 29710       | 29159      |
| Plogastel-Saint-Germain | Plogastell-Sant-Jermen | 1.691    | 31.39  | 29710       | 29167      |
| Plonéis                 | Ploneiz                | 1.417    | 21.99  | 29710       | 29173      |
| Plonéour-Lanvern        | Ploneur-Lanwern        | 4.800    | 48.91  | 29720       | 29174      |
| Plovan                  | Plovan                 | 607      | 15.75  | 29720       | 29214      |
| Plozévet                | Plozeved               | 2.748    | 27.18  | 29710       | 29215      |
| Pouldreuzic             | Pouldreuzig            | 1.814    | 16.75  | 29710       | 29225      |
| Tréogat                 | Trêdag                 | 398      | 9.85   | 29720       | 29298      |
| Cantó                   | Plogastell-Sant-Jermen | 16.540   | 233.13 | -           | 2926       |

## Història
| Data d'elecció                           | Identitat      | Partit             | Qualitat |
| ---------------------------------------- | -------------- | ------------------ | -------- |
| 2001-                                    | Michel Canévet | UDF, després MoDem |          |
| les dades anteriors no són pas conegudes |                |                    |          |
|                                          |                |                    |          |